# Ophiomitrella barbara
Ophiomitrella barbara är en ormstjärneart som beskrevs av Jean Baptiste François René Koehler 1904. Ophiomitrella barbara ingår i släktet Ophiomitrella och familjen knotterormstjärnor. Inga underarter finns listade i Catalogue of Life.